# Sergei Alexejewitsch Pochodajew
Sergei Alexejewitsch Pochodajew (russisch Сергей Алексеевич Походаев, wiss. Transliteration Sergej Alekseevič Pochodaev; * 3. November 1998 in Ljuberzy, Oblast Moskau) ist ein russischer Schauspieler.

## Leben
Pochodajew wurde am 3. November 1998 in Ljuberzy als Sohn eines Elektrikers und einer Buchhalterin geboren. Sein älterer Bruder ist ebenfalls als Schauspieler tätig. Erste Rollen als Kinderdarsteller erhielt er ab 2010 in Film-, aber auch Serienproduktionen. 2012 war er in der Fernsehserie The Private School in insgesamt 30 Episoden in der Rolle des Denis Zakharov zu sehen. 2015 folgte die Rolle als Sergey im Horrorfilm Der Fluch der Hexe – Queen of Spades. 2018 wirkte er in acht Episoden der Mini-Serie Chastitsa Vselennoy in der Rolle des Danya Kamanin mit. 2019 stellte er im Film The Sky Is Measured in Miles den jungen Mikhail Mil dar, dessen Alter Ego von Jewgeni Alexejewitsch Stytschkin verkörpert wird.

## Filmografie (Auswahl)
- 2010: Happy Rutsch (Ёлки/Yolki)
- 2011: Bezhat (Бежать, Fernsehserie)
- 2012: Mamy (Мамы)
- 2012: Mamochki (Мамочки, Fernsehserie)
- 2012: A Man with a Warranty (Мужчина с гарантией/Muzhchina s garantiey)
- 2012: The Private School (Закрытая школа/Zakrytaya shkola, Fernsehserie, 30 Episoden)
- 2012: Legavyy (Легавый, Fernsehserie)
- 2012: Shakhta
- 2013: Super Maks (Супер Макс, Fernsehserie)
- 2013: I Give You My Word (Частное пионерское/Chastnoe pionerskoe)
- 2014: Leviathan (Левиафан/Leviafan)
- 2014: Vypusknoy (Выпускной)
- 2014: Semeynyy biznes (Семейный бизнес, Fernsehserie, Episode 1x01)
- 2015: He Was a Friend of Him (Он был его другом/On byl ego drugom, Kurzfilm)
- 2015: Der Fluch der Hexe – Queen of Spades (Пиковая дама: Чёрный обряд/Pikovaya dama. Chyornyy obryad)
- 2016: I Am Teacher (Я – учитель/Ya uchitel)
- 2016: Dilettante (Дилетант/Diletant, Mini-Serie)
- 2017: A Tale of Us (Жили-были мы/Zhili-byli my)
- 2017: Kids for Hire (Детки напрокат/Detki naprokat)
- 2017: The Red Band Society (Красные браслеты/Krasnye braslety)
- 2018: Chastitsa Vselennoy (Частица Вселенной, Mini-Serie, 8 Episoden)
- 2018: The Eternal Life of Alexander Christoforov (Вечная жизнь Александра Христофорова/Vechnaya zhizn Aleksandra Khristoforova)
- 2019: The Sky Is Measured in Miles (Небо измеряется милями/Nebo izmeryaetsya milyami)